# Marina Anissina

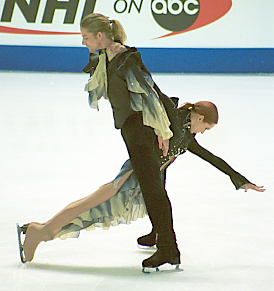
Anissina/Peizerat

Marina Anissina, född 30 augusti 1975, är en rysk isdansare som tillsammans med sin partner Gwendal Peizerat tog olympisk guldmedalj för Frankrike i OS år 2002. Som isdanspar vann de VM och EM år 2000 och kom tvåa i dessa tävlingar år 2001. Anissina föddes 1975 i Moskva. Tidigare åkte hon med  Ilia Averbukh men sedan de slutade att åka tillsammans skrev hon ett brev till Peizerat som år 1993 bjöd in henne att träna i Lyon och tävla tillsammans med honom. 